# Тарасенко, Владимир Петрович
Владимир Петрович Тарасенко (9 декабря 1934 года, Иваново — 27 ноября 2003 года, Томск) — советский и российский учёный в области теории управления. Почётный гражданин Томска (2007, посмертно).

## Биография
Владимир Петрович Тарасенко родился 9 декабря 1934 года в городе Иваново в семье журналистов. В 1952 году с золотой медалью окончил среднюю школу в Красноярске, после чего поступил на радиофизический факультет Томского государственного университета (ТГУ), который с отличием окончил в 1957 году.
После окончания университета работал в Сибирском физико-техническом институте (СФТИ) — младшим научным сотрудником, старшим инженером-программистом, старшим научным сотрудником, заместителем директора СФТИ по научной работе (1965—1970). С 1960 года одновременно работал в ТГУ, где в 1963—1965 годах заведовал проблемной лабораторией счётно-решающих устройств; с 1965 года — доцент, с 1969 года — профессор кафедры электронной вычислительной техники и автоматики, а в 1970—1971 годах — заведующий кафедрой теоретической кибернетики.
В 1961 году защитил диссертацию на соискание учёной степени кандидата физико-математических наук, в 1968 году — диссертацию на соискание учёной степени доктора технических наук. В 1970 году получил учёное звание профессора.
С 1971 года работает в Томском институте автоматизированных систем управления и радиоэлектроники (ТИАСУР; ныне — Томский государственный университет систем управления и радиоэлектроники, ТУСУР), где создаёт и возглавляет кафедру оптимальных и адаптивных систем управления. С 1981 года в течение 18 лет возглавлял НИИ автоматики и электромеханики при ТИАСУР. В 2000—2003 годах был заместителем председателя Томского научного центра.
Скончался 27 ноября 2003 года.

## Научная деятельность
В. П. Тарасенко стал создателем нового научно-технического направления в области систем управления, реализовал автоматизированное управление магистральными нефтепроводами Сибири. Занимался разработкой автоматизированных систем управления для судов, летательных аппаратов и наземного транспорта. Он участвовал в создании АСУ Томской области и запуске программы «Ускорение-90», а в период перехода к рыночной экономике разработал концепцию ряда научно-технических и социальных программ. Участвовал в организации Томского и Северского технопарков.
Был одним из разработчиков системы управления первыми в стране высокоскоростными поездами Москва — Ленинград.
В. П. Тарасенко — автор 140 научных работ (в том числе 10 монографий) и 18 запатентованных изобретений. Подготовил около 50 кандидатов наук, почти двадцать из которых позже стали докторами наук. 

## Награды и премии
- Орден Дружбы (2000) — за заслуги перед государством, многолетний добросовестный труд и большой вклад в укрепление дружбы и сотрудничества между народами[3]
- Орден «Знак Почёта»[1]
- Государственная премия Российской Федерации (1993) — за разработку принципов построения и теории корреляционно-экстремальных сверхточных систем навигации и наведения (совместно с Ю. С. Осиповым, В. И. Алексеевым, А. А. Красовским, Г. П. Чигиным, И. Н. Белоглазовым, Р. И. Полонниковым)[4]
- Почётное звание «Заслуженный деятель науки РСФСР» (1991)[1]
- Звание «Почётный гражданин Томска» (2004, посмертно)[5]